# Gleðibankinn
Gleðibankinn (с исл. — «Банк счастья») — песня исландской поп-группы «Icy» на исландском языке, ставшая первой композицией, исполненной от Исландии на конкурсе песни Евровидение в 1986 году.

## История
Изначально эту песню должен был исполнить один из будущих участников «Icy» — Паульми Гуннарсон, однако незадолго до национального отборочного конкурса к нему присоединились Хельга Мёллер и Эйрикур Хёйксон, образовав при этом вышеупомянутый коллектив, созданный специально для участия на Евровидении. Композиция и исполнившая её группа победили с помощью голосования жюри на национальном отборе, и получили возможность представить свою страну на конкурсе песни Евровидение 1986.

## Выступление на Евровидении
На конкурсе песня «Gleðibankinn» была исполнена под шестым номером. Это было первое выступление от Исландии на песенном конкурсе. Композиция не была оценена по достоинству. В итоге, набрав всего 19 баллов, песня финишировала шестнадцатой (из двадцати). Некоторыми критиками отмечалась некоторая неорганизованность между исполнителями во время её исполнения.

## Характеристика и содержание песни
Музыка и слова к песни были написаны Магнусом Эйриксоном (исл. Magnús Eiríksson). Дирижёром во время выступления на Евровидении был Гуннар Тоурдарсон (исл. Gunnar Þórðarsson). Продолжительность студийной записи песни чуть более трёх минут. В оригинале песня была записана на исландском языке, потом появилась и англоязычная версия — «Bank of Fun». Был также отснят клип на исландскую версию песни.
В песне рассуждается о том, что было бы неплохо иметь такой банк, в котором можно было бы хранить своё счастье. Причём, по мнению исполнителей, у клиентов такого банка не должно быть никаких обязательств перед ним, и если бы их настигла грусть, то они бы с лёгкостью забрали часть своего «вклада» обратно.